# Чжао-ван
Чжао-ван (кит. 昭王, имя при рождении: 姬瑕, Цзи Ся) — 4-й китайский правитель эпохи Чжоу. По традиционной версии он правил в 1052—1002 годах до н. э., а согласно исследованиям в рамках проекта Ся-Шан-Чжоу — в 995—977 годах до н. э. Сын правителя Кан-вана.

## Царствование
Ко времени коронации царя Чжао, его отец Кан и дед Чэн завоевали и колонизировали территорию центральных равнин Китая, в результате чего большинство северных и восточных племен превратились в вассалов. По приказу Чжаобыл построен новый родовой храм, известный как “Кан гун”.
В планы Чжао входило завоевание территории бассейна реки Янцзы. Этот плодородный регион находился под контролем конфедерации Чу, с которой царство Чжоу было в хороших отношениях почти два столетия. При царе Чжао отношения между Чжоу и Чу ухудшились. Возникли пограничные столкновения, которые в конечном итоге переросли в открытую войну.[2] Чжао вторгся в конфедерацию Чу в 961 году до нашей эры. Сначала он завоевал регион к северу от Янцзы, а затем разгромил и подчинил себе 26 государств долины реки Хань, включая Чу. Ввиду отсутствия возможности долгого пребывания здесь, Чжао в итоге отступил с большим количеством добычи.
Сыма Цянь писал о времени правления Чжао-вана, что при нём «в управлении государством проявились слабости и изъяны». Царствование Чжао-вана отмечено постоянными мятежами и войнами в южных районах империи. Источники упоминают как минимум о 5 военных походах во время правления Чжао-вана, все они были направлены на юг. Основным противником здесь становится царство Чу. Согласно «Бамбуковым книгам», на 16-м году своего правления Чжао-ван напал на Чу-Цзин, пересёк реку Хань, и повстречал гигантского носорога. В 19-м году правления (957 год до н.э.) Чжао-ван потерял на реке Хань все свои 6 армий при попытке предпринять еще одну крупную военную кампанию в районе средней Янцзы. Наконец, в последний год своего царствования Чжао-ван отправился в поход на юг против южных варваров-и и не вернулся. Очевидно, что он погиб в войне с силами Чу.
Благодаря военным действиям Чжао-вана в Поднебесной на долгие годы воцарились мир и безопасность приграничных районов.
Смерть и поражение Чжао сильно повредили репутации династии Чжоу и положили конец ее ранней экспансии, что привело к нескольким иностранным вторжениям в царство. Его преемник и сын царь Му Чжоу сумел восстановить контроль над всеми землями за исключением бассейна Янцзы.